# Arrondissement de Thiès Sud
L'arrondissement de Thiès Sud est l'un des arrondissements du Sénégal, créé en décembre 2008. 
Situé à Thiès (département de Thiès, région de Thiès), il réunit deux communes d'arrondissement créées en novembre 2008, Thiès Est et Thiès Ouest.
Son chef-lieu est Thiès Ouest.